# أنطونيو ايسبوسيتو (لاعب كرة قدم مواليد 2000)
أنطونيو ايسبوسيتو هو لاعب كرة قدم إيطالي في مركز ظهير، ولد في 4 مايو 2000 في نابولي في إيطاليا.

## وصلات خارجية
- أنطونيو ايسبوسيتو (لاعب كرة قدم مواليد 2000) على موقع قاعدة بيانات كرة القدم.إي يو (الإنجليزية)
- أنطونيو ايسبوسيتو (لاعب كرة قدم مواليد 2000) على موقع Soccerway.com (الإنجليزية)
- أنطونيو ايسبوسيتو (لاعب كرة قدم مواليد 2000) على موقع عالم كرة القدم.نت (الإنجليزية)